# Capys alphaeus
Capys alphaeus is een vlinder uit de familie van de pages (Papilionidae). De wetenschappelijke naam van de soort is, als Papilio alphaeus, voor het eerst geldig gepubliceerd in 1777 door Cramer als Papilio alpheus.